# Metacycla
Metacycla is een geslacht van kevers uit de familie bladkevers (Chrysomelidae).
De wetenschappelijke naam van het geslacht werd in 1861 gepubliceerd door Joseph Sugar Baly.

## Soorten
- Metacycla caeruleipennis Jacoby, 1888
- Metacycla insolita (LeConte, 1861)
- Metacycla marginata Chapuis, 1875
- Metacycla rugipennis Jacoby, 1892
- Metacycla sallei Baly, 1861